# Condado de Logan (Virginia Occidental)
El condado de Logan (en inglés: Logan County), fundado en 1824, es uno de los 55 condados del estado estadounidense de Virginia Occidental. En el año 2000 tenía una población de 37.710 habitantes con una densidad poblacional de 32 personas por km². La sede del condado es Logan.

## Geografía
Según la Oficina del Censo, el condado tiene un área total de 1181 km² (456 mi²), de la cual 1176 km² (454,1 mi²) es tierra y 3 km² (1,2 mi²) (0,31%) es agua.

### Condados adyacentes
- Condado de Lincoln - norte
- Condado de Boone - noreste
- Condado de Wyoming - sureste
- Condado de Mingo - suroeste

### Carreteras
- U.S. Highway 119
- Ruta de Virginia Occidental 10
- Ruta de Virginia Occidental 44
- Ruta de Virginia Occidental 73
- Ruta de Virginia Occidental 80
- Ruta de Virginia Occidental 17

## Demografía
En el 2000 la renta per cápita promedia del condado era de $24 603, y el ingreso promedio para una familia era de $29 072. En 2000 los hombres tenían un ingreso per cápita de $31 515 versus $20 212 para las mujeres. El ingreso per cápita para el condado era de $14 102. Alrededor del 24,10% de la población estaba bajo el umbral de pobreza nacional.

## Ciudades y pueblos

### Ciudad
- Logan

### Pueblos
- Chapmanville
- Man
- Mitchell Heights
- West Logan

### Lugares designados por el censo
- Amherstdale-Robinette
- Holden
- Mount Gay-Shamrock
- Switzer

### Otras comunidades
| - Accoville - Argyle - Baber - Baisden - Banco - Barnabus - Becco - Beebe - Big Creek - Black Bottom - Blair - Bradshaw - Braeholm - Bruno - Chambers - Chauncey - Christian - Claypool - Coal Valley - Cora - Craneco - Crites - Crooked Creek - Crown - Crystal Block | - Dabney - Daisy - Davin - Davis - Dehue - Diamond - Dobra - Dog Patch - Don - Earling - Emmett - Ethel - Fanco - Five Block - Fort Branch - Freeze Fork - Frogtown - Gillman Bottom - Godby Heights - Greenville - Guyan Terrace - Halcyon - Hedgeview - Henlawson - Hensley Heights | - Hetzel - Huff Junction - Hutchinson - Isom - Justice Addition - Kelly - Kistler - Kitchen - Lake - Landville - Latrobe - Lintz Addition - Logan Heights - Lorado - Lundale - Lyburn - Mallory - McConnell - Melville - Micco - Mifflin - Mineral City - Monaville - Monclo - Monitor | - Neibert - Oilville - Omar - Orville - Pardee - Peach Creek - Pecks Mill - Phico - Pine Creek - Ralumco - Red Campbell - Ridgeview - Rita - Rossmore - Rum Junction - Sarah Ann - Saunders - Sharples - Shegon - Shively - Slagle - Sodom - Sovereign - Spruce Valley | - Stirrat - Stollings - Stone Branch - Stowe - Sulphur Springs - Sunbeam - Sunset Court - Superior Bottom - Sycamore - Taplin - Thompson Town - Trace Junction - Troy Town - Upper Whitman - Verdunville - Walnut Hill - Wanda - Whirlwind - Whites Addition - Whitman - Whitman Junction - Wilkinson - Wylo - Yolyn |